# Чемпионат мира по футболу среди молодёжных команд 1987
6-й Чемпионат мира ФИФА среди молодёжи (англ. 1987 FIFA World Youth Championship; исп. Copa Mundial Juvenil de la FIFA 1987) — проходил с 10 октября по 25 октября 1987 года в Чили. Матчи проходили в городах: Сантьяго, Антофагаста, Вальпараисо, и Консепсьоне. В турнире приняли участие 16 молодёжных сборных, сыгравших 32 игры. Матчи турнира посетило 712 800 зрителей (в среднем 22 275 за игру). Чемпионат впервые в истории выиграла сборная Югославии. Лучшим игроком турнира был признан хавбек «плави» Роберт Просинечки.

## Квалификация
В финальную часть чемпионата мира вышли 15 команд по итогам континентальных чемпионатов и хозяева турнира сборная Чили.
| Конфедерация | Отборочный турнир                                               | Сборные                                      |
| ------------ | --------------------------------------------------------------- | -------------------------------------------- |
| АФК          | Чемпионат Азии по футболу 1986 (юноши до 19 лет)                | Бахрейн1 Саудовская Аравия                   |
| КАФ          | Чемпионат Африки по футболу среди молодёжных команд 1987        | Нигерия Того1                                |
| КОНКАКАФ     | Чемпионат КОНКАКАФ среди молодёжных команд 1986                 | Канада США                                   |
| КОНМЕБОЛ     | Страна-организатор                                              | Чили1                                        |
| КОНМЕБОЛ     | Чемпионат Южной Америки по футболу среди молодёжных команд 1987 | Бразилия Колумбия                            |
| ОФК          | Чемпионат Океании по футболу среди молодёжных команд 1986       | Австралия                                    |
| УЕФА         | Чемпионат Европы по футболу 1986 (юноши до 18 лет)              | Болгария ГДР1 Италия Шотландия ФРГ Югославия |

1.↑ Дебютанты чемпионата мира.

## Групповой этап

### Группа A
| Команда   | И | В | Н | П | ГЗ | ГП | ГР | О |
| --------- | - | - | - | - | -- | -- | -- | - |
| Югославия | 3 | 3 | 0 | 0 | 12 | 3  | +9 | 6 |
| Чили      | 3 | 2 | 0 | 1 | 7  | 4  | +3 | 4 |
| Австралия | 3 | 1 | 0 | 2 | 2  | 6  | −4 | 2 |
| Того      | 3 | 0 | 0 | 3 | 1  | 9  | −8 | 0 |

| Чили                              | 2:4      | Югославия                                                   |
| --------------------------------- | -------- | ----------------------------------------------------------- |
| Лукас Тудор 17′ · Камило Пино 67′ | Протокол | Звонимир Бобан 14′ · Игор Штимац 19′ · Давор Шукер 61′, 63′ |

| Того | 0:2      | Австралия                               |
| ---- | -------- | --------------------------------------- |
|      | Протокол | Алистар Эдвардс 7′ · Курт Рейнольдс 13′ |

| Чили                                         | 3:0      | Того |
| -------------------------------------------- | -------- | ---- |
| Камило Пино 8′ (пен.) · Лукас Тудор 32′, 75′ | Протокол |      |

| Югославия                                                     | 4:0      | Австралия |
| ------------------------------------------------------------- | -------- | --------- |
| Бранко Брнович 7′ · Давор Шукер 22′, 71′ · Звонимир Бобан 67′ | Протокол |           |

| Чили                 | 2:0      | Австралия |
| -------------------- | -------- | --------- |
| Камило Пино 22′, 52′ | Протокол |           |

| Югославия                                                               | 4:1      | Того            |
| ----------------------------------------------------------------------- | -------- | --------------- |
| Предраг Миятович 20′, 33′ · Ранко Зироевич 53′ · Давор Шукер 84′ (пен.) | Протокол | Салиссу Али 75′ |

### Группа B
| Команда  | И | В | Н | П | ГЗ | ГП | ГР | О |
| -------- | - | - | - | - | -- | -- | -- | - |
| Италия   | 3 | 2 | 1 | 0 | 5  | 2  | +3 | 5 |
| Бразилия | 3 | 2 | 0 | 1 | 5  | 1  | +4 | 4 |
| Канада   | 3 | 0 | 2 | 1 | 4  | 5  | −1 | 2 |
| Нигерия  | 3 | 0 | 1 | 2 | 2  | 8  | −6 | 1 |

| Бразилия                                               | 4:0      | Нигерия |
| ------------------------------------------------------ | -------- | ------- |
| Алсиндо 20′ · Андре Крус 29′ · Виллиам 35′, 62′ (пен.) | Протокол |         |

| Италия                                                | 2:2      | Канада                                 |
| ----------------------------------------------------- | -------- | -------------------------------------- |
| Стефано Импалломени 50′ (пен.) · Алессандро Мелли 82′ | Протокол | Джеймс Гримес 9′ · Доминик Мобилио 44′ |

| Бразилия | 0:1      | Италия              |
| -------- | -------- | ------------------- |
|          | Протокол | Антонио Риццоло 60′ |

| Нигерия                     | 2:2      | Канада                              |
| --------------------------- | -------- | ----------------------------------- |
| Эффа 5′ · Давид Адекола 44′ | Протокол | Стив Янсен 6′ · Билли Домезетис 88′ |

| Бразилия       | 1:0      | Канада |
| -------------- | -------- | ------ |
| Андре Крус 82′ | Протокол |        |

| Нигерия | 0:2      | Италия                                   |
| ------- | -------- | ---------------------------------------- |
|         | Протокол | Марко Каррара 23′ · Алессандро Мелли 24′ |

### Группа С
| Команда   | И | В | Н | П | ГЗ | ГП | ГР | О |
| --------- | - | - | - | - | -- | -- | -- | - |
| ГДР       | 3 | 2 | 0 | 1 | 6  | 3  | +3 | 4 |
| Шотландия | 3 | 1 | 2 | 0 | 5  | 4  | +1 | 4 |
| Колумбия  | 3 | 1 | 1 | 1 | 4  | 5  | −1 | 3 |
| Бахрейн   | 3 | 0 | 1 | 2 | 1  | 4  | −3 | 1 |

| ГДР             | 1:2      | Шотландия                                |
| --------------- | -------- | ---------------------------------------- |
| Йорг Прассе 32′ | Протокол | Джо МакЛеод 30′ (пен.) · Джон Батлер 36′ |

| Колумбия               | 1:0      | Бахрейн |
| ---------------------- | -------- | ------- |
| Джон Хайро Трельес 10′ | Протокол |         |

| ГДР                         | 3:1      | Колумбия                      |
| --------------------------- | -------- | ----------------------------- |
| Маттиас Заммер 9′, 30′, 70′ | Протокол | Джон Хайро Трельес 90′ (пен.) |

| Шотландия        | 1:1      | Бахрейн                |
| ---------------- | -------- | ---------------------- |
| Скотт Нисбет 76′ | Протокол | Мохамед аль-Харраз 24′ |

| ГДР                               | 2:0      | Бахрейн |
| --------------------------------- | -------- | ------- |
| Хейко Либерс 78′ · Дариуш Вош 83′ | Протокол |         |

| Шотландия                             | 2:2      | Колумбия                |
| ------------------------------------- | -------- | ----------------------- |
| Пол Райт 61′ · Джо МакЛеод 74′ (пен.) | Протокол | Мигель Герреро 48′, 58′ |

### Группа D
| Команда           | И | В | Н | П | ГЗ | ГП | ГР | О |
| ----------------- | - | - | - | - | -- | -- | -- | - |
| ФРГ               | 3 | 3 | 0 | 0 | 8  | 1  | +7 | 6 |
| Болгария          | 3 | 2 | 0 | 1 | 3  | 3  | 0  | 4 |
| США               | 3 | 1 | 0 | 2 | 2  | 3  | −1 | 2 |
| Саудовская Аравия | 3 | 0 | 0 | 3 | 0  | 6  | −6 | 0 |

| США | 0:1      | Болгария               |
| --- | -------- | ---------------------- |
|     | Протокол | Димитр Трендафилов 26′ |

| Саудовская Аравия | 0:3      | ФРГ                                                          |
| ----------------- | -------- | ------------------------------------------------------------ |
|                   | Протокол | Томас Эпп 6′ · Александр Штрехмель 27′ · Марсель Витечек 31′ |

| США                | 1:0      | Саудовская Аравия |
| ------------------ | -------- | ----------------- |
| Кристиан Ангер 73′ | Протокол |                   |

| Болгария | 0:3      | ФРГ                                                  |
| -------- | -------- | ---------------------------------------------------- |
|          | Протокол | Марсель Витечек 50′ (пен.), 53′ · Кнут Райнхардт 59′ |

| США                   | 1:2      | ФРГ                                      |
| --------------------- | -------- | ---------------------------------------- |
| Майкл Константино 44′ | Протокол | Марсель Витечек 36′ · Андреас Мёллер 73′ |

| Болгария                               | 2:0      | Саудовская Аравия |
| -------------------------------------- | -------- | ----------------- |
| Иво Славтчев 31′ · Ратко Калайдиев 37′ | Протокол |                   |

## Плей-офф
|  | Четвертьфиналы | Четвертьфиналы |            |       | Полуфиналы        | Полуфиналы        |  |  | Финал | Финал |
|  |                |                |            |       |                   |                   |  |  |       |       |
|  | 21 октября     |                |            |       |                   |                   |  |  |       |       |
|  |                |                |            |       |                   |                   |  |  |       |       |
|  | Югославия      | 2              |            |       |                   |                   |  |  |       |       |
|  | Югославия      | 2              | 23 октября |       |                   |                   |  |  |       |       |
|  | Бразилия       | 1              |            |       |                   |                   |  |  |       |       |
|  | Бразилия       | 1              | Югославия  | 2     |                   |                   |  |  |       |       |
|  | 21 октября     |                | Югославия  | 2     |                   |                   |  |  |       |       |
|  |                | ГДР            | 1          |       |                   |                   |  |  |       |       |
|  | ГДР            | ГДР            | 1          | 2     |                   |                   |  |  |       |       |
|  | ГДР            |                | 25 октября | 2     |                   |                   |  |  |       |       |
|  | Болгария       | 0              |            |       |                   |                   |  |  |       |       |
|  | Болгария       | 0              | Югославия  | 1 (5) |                   |                   |  |  |       |       |
|  | 21 октября     |                | Югославия  | 1 (5) |                   |                   |  |  |       |       |
|  |                | ФРГ            | 1 (4)      |       |                   |                   |  |  |       |       |
|  | Италия         | ФРГ            | 1 (4)      | 0     |                   |                   |  |  |       |       |
|  | Италия         | 23 октября     |            | 0     |                   |                   |  |  |       |       |
|  | Чили           | 1              |            |       |                   |                   |  |  |       |       |
|  | Чили           | 1              | Чили       | 0     | Матч за 3-е место | Матч за 3-е место |  |  |       |       |
|  | 21 октября     |                | Чили       | 0     | Матч за 3-е место | Матч за 3-е место |  |  |       |       |
|  |                | ФРГ            | 4          |       |                   |                   |  |  |       |       |
|  | ФРГ            | ФРГ            | 4          | 1 (4) | Чили              | 1 (1)             |  |  |       |       |
|  | ФРГ            |                |            | 1 (4) | Чили              | 1 (1)             |  |  |       |       |
|  | Шотландия      | 1 (3)          |            | ГДР   | 1 (3)             |                   |  |  |       |       |
|  | Шотландия      | 1 (3)          |            |       | 1 (3)             |                   |  |  |       |       |
|  |                |                |            |       |                   |                   |  |  |       |       |
|  |                |                |            |       |                   |                   |  |  |       |       |

### Четвертьфиналы
| Италия | 0:1      | Чили                   |
| ------ | -------- | ---------------------- |
|        | Протокол | Камило Пино 73′ (пен.) |

| ГДР                                        | 2:0      | Болгария |
| ------------------------------------------ | -------- | -------- |
| Рико Штейнманн 70′ (пен.) · Дариуш Вош 83′ | Протокол |          |

| ФРГ               | 1:1      | Шотландия        |
| ----------------- | -------- | ---------------- |
| Кнут Райнхардт 8′ | Протокол | Скотт Нисбет 45′ |
| Пенальти          |          |                  |
|                   | 4:3      |                  |

| Югославия                                    | 2:1      | Бразилия    |
| -------------------------------------------- | -------- | ----------- |
| Предраг Миятович 52′ · Роберт Просинечки 89′ | Протокол | Алсиндо 44′ |

### Полуфиналы
| Чили | 0:4      | ФРГ                                                                  |
| ---- | -------- | -------------------------------------------------------------------- |
|      | Протокол | Хенрик Эйхенауэр 9′ · Детлев Даммейер 15′ · Марсель Витечек 36′, 69′ |

| Югославия                         | 2:1      | ГДР                |
| --------------------------------- | -------- | ------------------ |
| Игор Штимац 30′ · Давор Шукер 70′ | Протокол | Маттиас Заммер 49′ |

### Матч за 3-е место
| ГДР                                               | 1:1      | Чили                                                                |
| ------------------------------------------------- | -------- | ------------------------------------------------------------------- |
| Торстен Крахт 73′                                 | Протокол | Педро Гонсалес 84′                                                  |
| Пенальти                                          |          |                                                                     |
| Карстен Найтцель · Маттиас Циммерлинг · Уве Йениг | 3:1      | Камило Пино · Сандро Наваррете · Фабиан Эстай · Педро Гонсалес Вера |

### Финал
| Югославия                                                                          | 1:1      | ФРГ                                                                                    |
| ---------------------------------------------------------------------------------- | -------- | -------------------------------------------------------------------------------------- |
| Звонимир Бобан 85′                                                                 | Протокол | Марсель Витечек 87′ (пен.)                                                             |
| Пенальти                                                                           |          |                                                                                        |
| Дубравко Павличич · Давор Шукер · Бранко Брнович · Ранко Зироевич · Звонимир Бобан | 5:4      | Марсель Витечек · Александр Штремель · Юрген Лугингер · Адриан Спырка · Кнут Райнхардт |

| Чемпионат мира по футболу среди молодёжных команд 1987 Победитель |
| ----------------------------------------------------------------- |
| Югославия Первый титул                                            |